# Fête de famille
Fête de famille és un comèdia dramàtica francesa dirigida per Cédric Kahn estrenada el 2019.

## Argument
El dia de l'aniversari de l'Andrea, la seva filla gran, desapareguda des de fa tres anys, reapareix de sobte, decidida a agafar el que li deuen. Aquesta reaparició trastornarà la família i reavivarà les tensions.

## Repartiment
- Catherine Deneuve : Andréa
- Emmanuelle Bercot : Claire
- Vincent Macaigne : Romain
- Cédric Kahn : Vincent
- Laetitia Colombani : Marie
- Luàna Bajrami : Emma
- Isabel Aimé Gonzalez-Sola : Rosita
- Alain Artur : Jean
- Joshua Rosinet : Julien
- Milan Hatala : Milan
- Solal Ferreira Dayan : Solal
- Satya Dusaugey : Fabien, l'agent immobiliari

## Rodatge
El rodatge va tenir lloc entre el 19 de juny i el 2 d'agost de 2018 a Òlt i Garona, especialment a Nerac i Marmanda . Va vendre 326.169 entrades i va guanyar 2.460.758 dòlars.

## Premis
- Premi dels Jurats dels Joves 2019 del Festival del Cinema Francès d'Helvètia[4]